# Eisenplanet

Vergleich von Planeten mit unterschiedlicher Zusammensetzung.

Als Eisenplanet bezeichnet man terrestrische Planeten, die hauptsächlich aus einem hochverdichteten Eisenkern bestehen und keinen oder fast keinen Mantel aufweisen. In unserem Sonnensystem gehört der Merkur am ehesten in diese Gattung. Es wird jedoch angenommen, dass es Exoplaneten gibt, die deutlich größer sind und vollständig aus Eisen bestehen.

## Entstehung
Eisenplaneten können entstehen, wenn ein gewöhnlicher Eisen-Silikat-Planet (wie z. B. die Erde) durch den Einschlag eines sehr großen Körpers verändert wird. Durch einen solchen Einschlag kann der Mantel des Planeten aufgelöst und in das Weltall geschleudert werden, übrig bliebe der hochdichte und relativ stabile Eisenkern.
Aktuelle Planetensimulationen sagen voraus, dass Eisenplaneten vor allem in Systemen entstehen sollten, bei denen Planeten in einem sehr engen Orbit um ihr Zentralgestirn kreisen. Auch in Systemen, die von einem besonders großen Stern dominiert werden, sollte die protoplanetare Scheibe reich an Eisen sein und Eisenplaneten erzeugen.

## Eigenschaften
Eisenplaneten sollten, da ihnen ein Mantel fehlt und sie aufgrund ihrer hohen Dichte ein entsprechendes Oberflächen-Volumen-Verhältnis haben, sehr schnell auskühlen. Daher steht nicht zu erwarten, dass solche Planeten ein Magnetfeld entwickeln oder tektonische Prozesse auf ihrer Oberfläche zeigen.

## Beispiele (Kandidaten)
- K2-229b[5]
- GJ 367b[6]